# Vargem Bonita (Minas Gerais)
Vargem Bonita est une municipalité brésilienne de l'État du Minas Gerais et la microrégion de Piumhi.